# Hendrik van Schotland

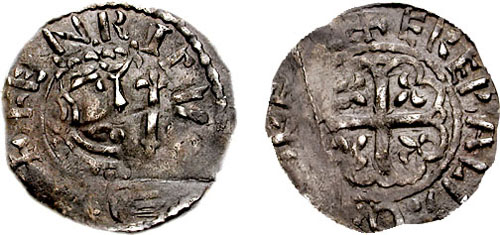
Munt van Hendrik van Schotland (1139)

Hendrik van Schotland (1114/1115 – 12 juni 1152) was prins van Schotland en graaf van Huntingdon. Hij was een zoon van David I van Schotland en Maud van Huntingdon.
Na de dood van zijn oudere broer Malcolm werd hij troonopvolger van Schotland en rond 1130 volgde hij zijn moeder op als 3e graaf van Huntingdon. Samen met zijn vader verwierf hij grote bezittingen en rechten in het noorden van Engeland tijdens de eerste jaren van de Anarchie. In 1149 was hij aanwezig toen Hendrik II van Engeland tot ridder werd geslagen, in 1150 stichtte hij Holmcultram Abbey (Holme Abbey).
In 1139 huwde Hendrik met Ada van Warenne (ca. 1125 – 1178), dochter van Willem II van Warenne, 2e graaf van Surrey. Zij kregen de volgende kinderen:
- Malcolm, koning van Schotland
- Willem, koning van Schotland
- Margaretha (1145/1146 – 1201), gehuwd (ca. 1160) met Conan IV van Bretagne, een dochter: Constance I van Bretagne; in haar tweede huwelijk (1171, voor Pasen) getrouwd met Humphrey de Bohun (ovl. 1181), constabel van Engeland, zij kregen een zoon en een dochter; vermoedelijk in een derde huwelijk getrouwd met William fitz Patrick de Hertburn, ze kregen drie kinderen; begraven in de abdij van Sawtry.
- David, graaf van Huntingdon
- Ada, getrouwd met graaf Floris III van Holland
- Mathilde (ovl. 1152)

Hendrik stierf in 1152, een jaar voor zijn vader, en werd begraven in Kelso Abbey in Roxburghsire. Het graafschap Huntingdon werd in eerste instantie geërfd door Simon de Saint-Liz (of Senlis), een halfbroer van Hendrik.

## Voorouders
| Voorouders van Hendrik van Schotland | Voorouders van Hendrik van Schotland                                            | Voorouders van Hendrik van Schotland                                            | Voorouders van Hendrik van Schotland                                            | Voorouders van Hendrik van Schotland                                            | Voorouders van Hendrik van Schotland                                     | Voorouders van Hendrik van Schotland                                     | Voorouders van Hendrik van Schotland                                     | Voorouders van Hendrik van Schotland                                     |
| ------------------------------------ | ------------------------------------------------------------------------------- | ------------------------------------------------------------------------------- | ------------------------------------------------------------------------------- | ------------------------------------------------------------------------------- | ------------------------------------------------------------------------ | ------------------------------------------------------------------------ | ------------------------------------------------------------------------ | ------------------------------------------------------------------------ |
|                                      | Duncan I van Schotland (1001-1040) ∞ Sybil van Northumbria? (-)                 | Duncan I van Schotland (1001-1040) ∞ Sybil van Northumbria? (-)                 | Eduard Ætheling (1016-1057) ∞ Agatha (-)                                        | Eduard Ætheling (1016-1057) ∞ Agatha (-)                                        | Siward van Northumbria (1015-1055) ∞ Aelfled (-)                         | Siward van Northumbria (1015-1055) ∞ Aelfled (-)                         | Lambert van Boulogne (1030-1054) ∞ Adelheid van Normandië (1026-1090)    | Lambert van Boulogne (1030-1054) ∞ Adelheid van Normandië (1026-1090)    |
| Grootouders                          | Malcolm III van Schotland (1058-1093) ∞ Margaretha van Schotland (ca.1045-1093) | Malcolm III van Schotland (1058-1093) ∞ Margaretha van Schotland (ca.1045-1093) | Malcolm III van Schotland (1058-1093) ∞ Margaretha van Schotland (ca.1045-1093) | Malcolm III van Schotland (1058-1093) ∞ Margaretha van Schotland (ca.1045-1093) | Waltheof II van Northumbria (1050-1076) ∞ Judith van Lens (-)            | Waltheof II van Northumbria (1050-1076) ∞ Judith van Lens (-)            | Waltheof II van Northumbria (1050-1076) ∞ Judith van Lens (-)            | Waltheof II van Northumbria (1050-1076) ∞ Judith van Lens (-)            |
| Ouders                               | David I van Schotland (1084-1153) ∞ Maud van Northumbria (ca. 1073–1131)        | David I van Schotland (1084-1153) ∞ Maud van Northumbria (ca. 1073–1131)        | David I van Schotland (1084-1153) ∞ Maud van Northumbria (ca. 1073–1131)        | David I van Schotland (1084-1153) ∞ Maud van Northumbria (ca. 1073–1131)        | David I van Schotland (1084-1153) ∞ Maud van Northumbria (ca. 1073–1131) | David I van Schotland (1084-1153) ∞ Maud van Northumbria (ca. 1073–1131) | David I van Schotland (1084-1153) ∞ Maud van Northumbria (ca. 1073–1131) | David I van Schotland (1084-1153) ∞ Maud van Northumbria (ca. 1073–1131) |
| Hendrik van Schotland (1114-1152)    |                                                                                 |                                                                                 |                                                                                 |                                                                                 |                                                                          |                                                                          |                                                                          |                                                                          |